# Saipa FC
El Saipa FC es un equipo de fútbol de Irán fundado en 1989 en la ciudad de Karaj.

## Historia
En 1989 la empresa SAIPA decidió fundar un club, y lo hizo comprando a un equipo de la 4.ª división de la Liga local de Teherán. En 1990 jugaron en la 3.ª división del mismo torneo, y en 1991 ya habían ascendido a la 2.ª división. Ese mismo año compraron los derechos del equipo Shipping Department team's y participaron en la 1.ª división de la Liga local de Teherán. En su primera participación en la liga salieron campeones, como así también de la Super Copa de Teherán. Esto le dio la posibilidad de participar en la super liga de Irán, hasta ese entonces llamada Liga Azadegan. En su primera participación levantaron el título, así como también la Copa Hazfi. En 1994 volvieron a ganar el título, pero en 1995 descendieron a la 2.ª división. Volvieron a ascender y en el 2007 volvieron a salir campeones de la liga, ahora llamada IPL.
Para la temporada 2015/16 el club se muda a la capital Terán, y para la temporada 2017/18 contratan al ex-seleccionado nacional Ali Daei como su entrenador.

## Uniforme
- Uniforme titular: Camiseta anaranjada, pantalón anaranjado, medias blancas

## Estadio
El Estadio Enghelab es un multiestadio ubicado en la ciudad de Karaj, Irán. Anteriormente era donde el equipo de fútbol Saipa FC hace de local (desde 2001 hasta 2015) en los partidos que este disputaba. Tiene una capacidad para 15.000 personas.
Actualmente juega en el Estadio Takhti de la capital Terán luego de mudarse de ciudad en 2015.

## Entrenadores
| Nombre                | Periodo |
| --------------------- | ------- |
| Bijan Zolfagharnasab  | 1993–97 |
| Nasrollah Abdollahi   | 1997–00 |
| Behtash Fariba        | 2000–01 |
| Hamid Alidoosti       | 2001–02 |
| Giovanni Mei          | 2002–03 |
| Mohammad Mayeli Kohan | 2003–04 |
| Bijan Zolfagharnasab  | 2004–06 |
| Werner Lorant         | 2006    |
| Ali Daei              | 2006–08 |
| Pierre Littbarski     | 2008    |
| Mohammad Mayeli Kohan | 2008–11 |
| Majid Saleh           | 2011–12 |
| Mojtaba Taghavi       | 2012–13 |
| Engin Firat           | 2013–14 |
| Majid Jalali          | 2014–16 |
| Hossein Faraki        | 2016–17 |
| Ali Daei              | 2017–19 |
| Ebrahim Sadeghi       | 2019-   |

## Palmarés

### Torneos nacionales
- Copa del Golfo Pérsico (3): 1994, 1995, 2007
- Copa Hazfi (1): 1995
- Premio Kharazmi (1): 2004